# Smidstrup (Vejle)
Smidstrup is een plaats in de Deense regio Zuid-Denemarken, gemeente Vejle. De plaats telt 724 inwoners (2008).